# Československá hokejová reprezentace v sezóně 1970/1971
Československá hokejová reprezentace v sezóně 1970/1971 sehrála celkem 23 zápasů.

## Přehled mezistátních zápasů
| Pořadí | Datum             | Soupeř    | Výsledek             | Soutěž                 | Místo utkání |
| ------ | ----------------- | --------- | -------------------- | ---------------------- | ------------ |
| 512.   | 2. října 1970     | Finsko    | 6:1 (2:0, 2:1, 2:0)  | přátelsky              | Praha        |
| 513.   | 4. října 1970     | Finsko    | 7:2 (2:1, 3:0, 2:1)  | přátelsky              | Praha        |
| 514.   | 2. prosince 1970  | Švédsko   | 4:3 (3:0, 1:1, 0:2)  | přátelsky              | Praha        |
| 515.   | 4. prosince 1970  | Švédsko   | 4:2 (0:0, 4:0, 0:2)  | přátelsky              | Praha        |
| 516.   | 6. prosince 1970  | Polsko    | 10:1 (3:0, 1:1, 6:0) | Cena Izvestijí 1970    | Moskva       |
| 517.   | 9. prosince 1970  | SSSR      | 3:1 (2:1, 1:0, 0:0)  | Cena Izvestijí 1970    | Moskva       |
| 518.   | 11. prosince 1970 | Švédsko   | 3:2 (1:1, 1:1, 1:0)  | Cena Izvestijí 1970    | Moskva       |
| 519.   | 13. prosince 1970 | Finsko    | 7:1 (1:0, 4:1, 2:2)  | Cena Izvestijí 1970    | Moskva       |
| 520.   | 16. prosince 1970 | SSSR      | 5:2 (1:1, 2:0, 2:1)  | přátelsky              | Pardubice    |
| 521.   | 18. prosince 1970 | SSSR      | 0:6 (0:3, 0:3, 0:0)  | přátelsky              | Ostrava      |
| 522.   | 13. března 1971   | USA       | 6:0 (0:0, 4:0, 2:0)  | přátelsky              | Praha        |
| 523.   | 14. března 1971   | USA       | 5:3 (2:1, 2:2, 1:0)  | přátelsky              | Praha        |
| 524.   | 17. března 1971   | Švýcarsko | 8:0 (3:0, 0:0, 5:0)  | přátelsky              | Lyss         |
| 525.   | 19. března 1971   | USA       | 1:5 (1:3, 0:1, 0:1)  | Mistrovství světa 1971 | Bern         |
| 526.   | 21. března 1971   | Švédsko   | 5:6 (1:2, 2:0, 2:4)  | Mistrovství světa 1971 | Bern         |
| 527.   | 22. března 1971   | SRN       | 9:1 (1:0, 3:1, 5:0)  | Mistrovství světa 1971 | Bern         |
| 528.   | 24. března 1971   | SSSR      | 3:3 (1:1, 1:1, 1:1)  | Mistrovství světa 1971 | Bern         |
| 529.   | 26. března 1971   | Finsko    | 5:0 (0:0, 3:0, 2:0)  | Mistrovství světa 1971 | Bern         |
| 530.   | 27. března 1971   | USA       | 5:0 (0:0, 3:0, 2:0)  | Mistrovství světa 1971 | Ženeva       |
| 531.   | 29. března 1971   | Švédsko   | 3:1 (1:0, 1:0, 1:1)  | Mistrovství světa 1971 | Ženeva       |
| 532.   | 30. března 1971   | SRN       | 4:0 (1:0, 1:0, 2:0)  | Mistrovství světa 1971 | Ženeva       |
| 533.   | 1. dubna 1971     | SSSR      | 5:2 (1:1, 1:1, 3:0)  | Mistrovství světa 1971 | Ženeva       |
| 534.   | 3. dubna 1971     | Finsko    | 4:2 (2:1, 1:1, 1:0)  | Mistrovství světa 1971 | Ženeva       |

## Bilance sezóny 1970/1971
| Soupeř    | Zápasy | Výhry | Remízy | Prohry | Skóre  |
| --------- | ------ | ----- | ------ | ------ | ------ |
| Finsko    | 5      | 5     | 0      | 0      | 29:6   |
| Polsko    | 1      | 1     | 0      | 0      | 10:1   |
| SRN       | 2      | 2     | 0      | 0      | 13:2   |
| SSSR      | 5      | 3     | 1      | 1      | 16:14  |
| Švédsko   | 5      | 4     | 0      | 1      | 19:14  |
| Švýcarsko | 1      | 1     | 0      | 0      | 8:0    |
| USA       | 4      | 3     | 0      | 1      | 17:8   |
| Celkem    | 23     | 19    | 1      | 3      | 112:45 |

## Další zápasy reprezentace
| Datum          | Soupeř           | Výsledek             | Soutěž                             | Místo utkání |
| 3. srpna 1970  | Československo B | 4:4 (3:1, 0:1, 1:2)  | Pohár ministra národní obrany 1970 | Jihlava      |
| 6. srpna 1970  | Dukla Jihlava    | 10:2 (2:1, 5:0, 3:1) | Pohár ministra národní obrany 1970 | Jihlava      |
| 7. srpna 1970  | Československo B | 2:11 (0:1, 1:5, 1:5) | Pohár ministra národní obrany 1970 | Jihlava      |
| 10. srpna 1970 | Dukla Jihlava    | 8:2 (2:0, 2:0, 4:2)  | Pohár ministra národní obrany 1970 | Jihlava      |
| 12. srpna 1970 | Československo B | 4:3 (1:0, 2:2, 1:1)  | Pohár ministra národní obrany 1970 | Jihlava      |
| 14. srpna 1970 | Dukla Jihlava    | 7:2 (1:1, 1:1, 5:0)  | Pohár ministra národní obrany 1970 | Jihlava      |

## Přátelské mezistátní zápasy
Československo –  Finsko 6:1 (2:0, 2:1, 2:0)
2. října 1970 – Praha

Branky Československa: 8. František Ševčík, 10. Jaroslav Holík, 23. Oldřich Machač, 28. Jaroslav Holík, 46. Vladimír Bednář, 58. Richard Farda.

Branky Finska: 36. Jorma Vehmanen.

Rozhodčí: Juri Karandin (URS), Heini Ehrensberger (SUI)

Vyloučení: 4:5 (využití 1:0, v oslabení 0:1)
ČSSR: Jiří Holeček (41. Marcel Sakáč) – Milan Kajkl, František Pospíšil, Oldřich Machač, Vladimír Bednář, Milan Kužela, Rudolf Tajcnár, Josef Horešovský – Milan Mrukvia (1. Július Haas), Jaroslav Holík, Jiří Holík – Ivan Hlinka, Richard Farda, Josef Černý – František Ševčík, Václav Nedomanský, Jaroslav Jiřík – Josef Augusta
Finsko: Jorma Valtonen – Jauko Öystilä, Pekka Marjamäki, Pekka Kuusisto, Heikki Riihiranta, Jaakko Marttinen – Jorma Vehmanen, Veli-Pekka Ketola, Raikkonen – Jouni Samuli, Matti Murto, Harri Linnonmaa – Esa Peltonen, Erkki Mononen, Lauri Mononen – Väinö Kolkka.
 Československo –  Finsko 7:2 (2:1, 3:0, 2:1)
4. října 1970 – Praha

Branky a nahrávky Československa: 2. Václav Nedomanský, 16. Jaroslav Holík (Josef Augusta), 25. Václav Nedomanský (František Ševčík), 27. Richard Farda (Oldřich Machač), 37. Jiří Holík, 46. Richard Farda, 60. Václav Nedomanský (František Ševčík).

Branky a nahrávky Finska: 6. Veli-Pekka Ketola, 57. Jouni Samuli.

Rozhodčí: Juri Karandin (URS), Heini Ehrensberger (SUI)

Vyloučení: 4:2 (využití 0:1)
ČSSR: Marcel Sakáč (41. Vladimír Dzurilla) – Josef Horešovský (41. Milan Kajkl), František Pospíšil, Oldřich Machač, Vladimír Bednář, Milan Kužela, Rudolf Tajcnár – Josef Augusta, Jaroslav Holík (41. Július Haas), Jiří Holík – Richard Farda, Ivan Hlinka, Josef Černý – František Ševčík, Václav Nedomanský, Jaroslav Jiřík - Milan Mrukvia.
Finsko: Jorma Valtonen – Jauko Öystilä, Pekka Marjamäki, Pekka Kuusisto, Heikki Riihiranta – Jorma Vehmanen, Veli-Pekka Ketola, Jouni Samuli – Väinö Kolkka, Jaakko Marttinen, Harri Linnonmaa - Esa Peltonen, Erkki Mononen, Lauri Mononen.
 Československo –  Švédsko 4:3 (3:0, 1:1, 0:2)
2. prosince 1970 – Praha

Branky a nahrávky Československa: 1:29 Jan Suchý (Josef Paleček), 14:08 Bohuslav Šťastný (Vladimír Martinec), 18:45 Richard Farda (Eduard Novák), 37:29 Eduard Novák (Richard Farda).

Branky a nahrávky Švédska: 22:11 Stig-Göran Johansson, 43:39 Inge Hammarström (Arne Carlsson), 48:00 Hakan Wickberg (Inge Hammarström).

Rozhodčí: Hans Dämmrich (GDR), Hans-Rudolf Gerber (SUI)

Vyloučení: 1:2 (využití 0:0)
ČSSR: Vladimír Dzurilla – Oldřich Machač, Vladimír Bednář, Jan Suchý, František Pospíšil, Josef Horešovský, František Panchártek – Vladimír Martinec, Václav Mařík, Bohuslav Šťastný – Josef Paleček, Václav Nedomanský, Jiří Holík – Eduard Novák, Richard Farda, Josef Černý.
Švédsko: Leif Holmqvist – Arne Carlsson, Lennart Svedberg, Gunnar Andersson, Thommy Abrahamsson, Stig Östling, Kjell-Rune Milton – Stefan Karlsson, Hakan Wickberg, Inge Hammarström – Mats Hysing, Stig-Göran Johansson, Björn Palmqvist – Leif Henriksson, Håkan Nygren, Anders Nordin.
 Československo –  Švédsko 4:2 (0:0, 4:0, 0:2)
4. prosince 1970 – Praha

Branky a nahrávky Československa: 24:54 Jiří Holík (Jan Suchý, Josef Paleček), 28:43 Richard Farda (Oldřich Machač), 33:45 Jiří Holík (Jan Suchý), 36:43 Jiří Holík (František Pospíšil).

Branky a nahrávky Švédska: 45:41 Lennart Svedberg (Stefan Karlsson), 47:57 Leif Henriksson.

Rozhodčí: Hans Dämmrich (GDR), Hans-Rudolf Gerber (SUI)

Vyloučení: 5:2 (využití 1:0)
ČSSR: Jiří Holeček – Oldřich Machač, Vladimír Bednář, Jan Suchý, František Pospíšil, Milan Kužela, Rudolf Tajcnár – Eduard Novák, Richard Farda, Josef Černý – Josef Paleček, Václav Nedomanský, Jiří Holík – Petr Opačitý, Ivan Hlinka, Miroslav Klapáč.
Švédsko: Christer Abrahamsson – Arne Carlsson, Lennart Svedberg, Gunnar Andersson, Thomas Bergman, Kjell-Rune Milton – Stefan Karlsson, Hakan Wickberg, Inge Hammarström – Mats Hysing, Stig-Göran Johansson, Björn Palmqvist – Leif Henriksson, Håkan Nygren, Anders Nordin.
 Československo –  SSSR 5:2 (1:1, 2:0, 2:1)
16. prosince 1970 – Pardubice

Branky a nahrávky Československa: 19. Václav Nedomanský, 22. Josef Černý (Richard Farda), 33. Josef Paleček (Jiří Holík), 4:1 57. Jiří Holík (Václav Nedomanský), 5:1 57. Jan Suchý.

Branky a nahrávky SSSR: 4. Jurij Čičurin (Alexandr Syrcov), 5:2 57. Alexandr Malcev (Jurij Ljapkin).

Rozhodčí: Ove Dahlberg (SWE), Jan Wycisk (POL)

Vyloučení: 3:4 (využití 1:0)
ČSSR: Jiří Holeček – Jan Suchý, František Pospíšil, Oldřich Machač, Vladimír Bednář, Josef Horešovský, František Panchártek – Josef Paleček, Václav Nedomanský, Jiří Holík – Eduard Novák, Richard Farda, Josef Černý – Vladimír Martinec, Ivan Hlinka, Bohuslav Šťastný
SSSR: Vladislav Treťjak – Alexandr Ragulin, Vladimir Lutčenko, Valerij Nikitin, Jurij Ljapkin, Viktor Kuzkin, Igor Romiševskij – Jevgenij Zimin, Vjačeslav Staršinov, Alexandr Jakušev – Boris Michajlov, Vladimir Petrov, Valerij Charlamov – Jurij Čičurin, Alexandr Malcev, Alexandr Syrcov. Tento útok hrál ve druhé třetině ve složení: Vladimir Vikulov, Anatolij Firsov, Alexandr Malcev a ve třetí třetině ve složení: Anatolij Bělonožkin, Alexandr Malcev, Jurij Čičurin.
 Československo –  SSSR 0:6 (0:3, 0:3, 0:0)
18. prosince 1970 – Ostrava

Branky a nahrávky SSSR:  8. Vladimir Petrov (Valerij Charlamov), 9. Alexandr Jakušev (Alexandr Malcev), 19. Vladimir Petrov, 21. Vladimir Petrov (Valerij Charlamov), 35. Alexandr Malcev, 37. Vladimir Petrov (Boris Michajlov).

Rozhodčí: Ove Dahlberg (SWE), Jan Wycisk (POL)

Vyloučení: 3:2 (využití 0:1)
ČSSR: Vladimír Dzurilla (21. Jiří Holeček) – Jan Suchý, František Pospíšil, Oldřich Machač, Rudolf Tajcnár, Josef Horešovský, František Panchártek – Josef Paleček, Václav Nedomanský, Jiří Holík – Eduard Novák, Richard Farda, Josef Černý – Vladimír Martinec, Ivan Hlinka, Bohuslav Šťastný – Bedřich Brunclík, Milan Kužela, Miroslav Klapáč.
SSSR: Viktor Konovalenko (50. Vladislav Treťjak) – Alexandr Ragulin, Vladimir Lutčenko, Valerij Nikitin, Igor Romiševskij, Jurij Ljapkin, Viktor Kuzkin – Vladimir Vikulov, Jevgenij Mišakov, Anatolij Firsov – Boris Michajlov, Vladimir Petrov, Valerij Charlamov – Alexandr Malcev, Vjačeslav Staršinov, Alexandr Jakušev – Alexandr Syrcov.
 Československo –  USA 6:0 (0:0, 4:0, 2:0)
13. března 1971 – Praha

Branky Československa: 28. Vladimír Martinec, 27. Richard Farda, 34. Josef Černý, 47. Josef Černý, 55. Ivan Hlinka, 60. Václav Nedomanský.

Branky USA: nikdo

Rozhodčí: Rudolf Baťa (TCH), Len Gagnon (USA)

Vyloučení: 10:10 navíc Jiří Holík na 10 minut, Leonard Lilyholm a Sheehy na 5 minut.
ČSSR: Jiří Holeček – Jan Suchý, František Pospíšil, Oldřich Machač, Vladimír Bednář, František Panchártek, Rudolf Tajcnár – Jan Havel, Václav Nedomanský, Jiří Holík – Eduard Novák, Richard Farda, Josef Černý – Vladimír Martinec, Ivan Hlinka, Jiří Kochta – Bedřich Brunclík, Bohuslav Šťastný.
USA: Carl Wetzell – James McElmury, George Konik, Bruce Riutta, Don Ross, Thomas Mellor - Paul Schilling, Henry Boucha, Kevin Ahearn - Craig Patrick, Keith Christiansen, Gary Gambucci - Craig Falkman, Tim Sheehy, Leonard Lilyholm – Peter Fichuk.
 Československo –  USA 5:3 (2:1, 2:2, 1:0)
14. března 1971 – Praha

Branky Československa: 9. Ivan Hlinka, 10. Jan Havel, 28. Eduard Novák, 33. František Pospíšil, 58. Ivan Hlinka.

Branky USA: 18. George Konik, 37. George Konik, 38. Leonard Lilyholm.

Rozhodčí: Rudolf Baťa (TCH), Len Gagnon (USA)

Vyloučení: 9:8 (využití 2:0) navíc Keith Christiansen na 5 a 10 minut + do konce utkání.
ČSSR: Marcel Sakáč (Jiří Holeček) – Jan Suchý, Jaroslav Šíma, Jiří Bubla (41. Eduard Novák), František Pospíšil, Josef Horešovský, Rudolf Tajcnár - Jan Havel, Bedřich Brunclík, Jiří Kochta - Eduard Novák (41. Jan Havel), Richard Farda (35. Václav Nedomanský), Josef Černý (35. Jiří Holík) – Vladimír Martinec, Ivan Hlinka, Bohuslav Šťastný.
USA: Dick Tomassoni - James McElmury, George Konik, Bruce Riutta, Don Ross, Thomas Mellor, Richard McGlynn - Gary Gambucci, Keith Christiansen, Dick Toomey - Kevin Ahearn, Henry Boucha, Paul Schilling - Leonard Lilyholm, Tim Sheehy, Craig Falkman.
 Československo –  Švýcarsko 8:0 (3:0, 0:0, 5:0)
17. března 1971 – Lyss

Branky a nahrávky Československa: 3. Josef Černý (Richard Farda), 19. Václav Nedomanský (Jiří Holík), 20. Václav Nedomanský, 46. Václav Nedomanský (Jiří Holík), 50. Jiří Kochta, 56. Vladimír Martinec, 59. Jiří Kochta, 60. Bedřich Brunclík.

Rozhodčí: Rudolf Baťa (TCH), Heini Ehrensperger (SUI)

Vyloučení: 2:1
ČSSR: Jiří Holeček (14. Marcel Sakáč) – Jan Suchý, František Pospíšil, Oldřich Machač, Jiří Bubla, Josef Horešovský, Rudolf Tajcnár – Jan Havel (21. Jiří Kochta), Václav Nedomanský, Jiří Holík – Eduard Novák, Richard Farda, Josef Černý – Vladimír Martinec, Ivan Hlinka,  (41. Bedřich Brunclík), Bohuslav Šťastný.
Švýcarsko: Alfio Molina - Peter Aeschlimann, Beat Kaufmann, Gaston Furrer, René Huguenin, Charles Henzen - Hans Keller, Roger Chappot, Ueli Lüthi - René Berra, Michel Türler, Jacques Pousaz – Anton Neininger, Bruno Wittwer, Guy Dubois.